# Grada Wolffensperger
Gerarda Wilhelmina Elisabeth Wolffensperger, alias Grada Wolffensperger, (Den Haag, 3 april 1887 - 12 februari 1965) was een Nederlandse architecte. Ze is de eerste afgestudeerde architecte in Nederland. Ze studeerde in 1917 als eerste vrouw ooit af, als bouwkundige ingenieur aan de TH Delft. Zij was de dochter van Julius Wolffensperger en Barbara Johanna Woudenberg. Ze bleef ongehuwd.

## Biografie

### Afstuderen
Wolffensperger was lid van de Delftsche Vrouwenlijke Studenten Vereeniging. Er was veel media-aandacht voor haar afstuderen in 1917, omdat ze de eerste vrouw was die haar diploma kreeg. Zo verscheen er een foto van haar in een onbekend tijdschrift met daaronder het schrift: ‘Gelet op haar kundigheden heeft men hooge verwachtingen van haar’. Ook het blad De Kroniek publiceerde een artikel in het Frans getiteld ‘Mlle G.W.E. Wolffensperger, la première architecte en Hollande’, opgetekend door ene Dr. M.A. In de Groene Amsterdammer werd er door de hoofdredactrice van de vrouwenrubriek een stuk geschreven waarbij ze vooral lette op de huishoudelijke voordelen van een vrouwelijke architect. Ook merkte ze op dat het interessant zou zijn om bouwwerken gebouwd door vrouwen en mannen met elkaar te vergelijken.

### Werk
Na haar studie was Wolffensperger adjunct-architect bij de Dienst Openbare Werken te Haarlem. In 1922 zat Wolffensperger in de Examencommissie van de Bond Nederlandse Architecten (BNA) voor de examens Bouwkundig Opzichter en Bouwkundig Tekenaar. Het is niet duidelijk of ze ook lid was van de BNA. Ze was wel lid van de Vereeniging van Delftsche Ingenieurs. Na 1924 is er niets meer vernomen van de werkzaamheden van Wolffensperger. Ze is echter nooit getrouwd, wat in die tijd een reden zou zijn geweest (verplicht zelfs vanaf 1924) om te stoppen met werken.
Ze overleed op 12 februari 1965 in haar ouderlijk huis aan de Heemskerckstraat 26 in Den Haag.

## Bron
- Arjan den Boer 9 april 2019: Grada Wolffensperger | De eerste 'bouwmeesteres' van Nederland